# دوشان تپه (قزوین)
دوشان تپه در استان قزوین، شهرستان قزوین، بخش مرکزی شهرستان قزوین، روستای گرکین واقع شده و این اثر در تاریخ ۲۵ اسفند ۱۳۸۰ با شمارهٔ ثبت ۵۵۱۳ به‌عنوان یکی از آثار ملی ایران به ثبت رسیده است.